# Carlos Antonio Moncaut
Carlos Antonio Moncaut (Ángel Etcheverry, Provincia de Buenos Aires, Argentina, 8 de junio de 1927 - La Plata, Provincia de Buenos Aires, 22 de diciembre de 2008) fue un destacado escritor e historiador de la vida rural bonaerense.

## Biografía[1]
Nació en Ángel Etcheverry, una localidad rural del partido de La Plata. Desde niño, se interesó por la vida rural y la historia no contada en los libros de texto. 
Su padre, Carlos, provenía de Azul, y su madre, Flora Castrillón, era la directora, maestra de la escuela rural de Etcheverry.
Durante su adolescencia, estudió en el Colegio Nacional "Rafael Hernández" en La Plata y comenzó a explorar la naturaleza y la flora local, especialmente las costas del Río de la Plata, que despertaron su fascinación por el Viejo Pago de la Magdalena. Realizaba viajes con su padre hacia Coronel Brandsen donde se dedicaban a observar aves y especies locales. A los 28 años, publicó su primera nota histórica en el periódico "El Pueblo" de Magdalena.
En 1957, mientras buscaba datos en la hemeroteca de la Universidad Nacional de La Plata sobre un barco que se adentró en la Laguna de Chascomús en 1857, quedó encerrado en la biblioteca durante la noche por descuido del cierre. Como consecuencia de esta experiencia escribió su primer libro, "Viaje del vapor Río Salado del Sud de Buenos Aires a Chascomús, en 1857". Diez años luego, en 1967, publicó "Biografía del río Salado de la provincia de Buenos Aires", impreso en el Centro de Estudiantes de la Universidad de La Plata.
En 1978 publicó "Pampas y estancias. Nuevas evocaciones de la vida pastoril bonaerense", que complementó su obra anterior, "Estancias bonaerenses. Historia y tradición", la cual recibió la Faja de Honor de la Sociedad de Escritores de la Provincia. En 1996, publicó "Estancias viejas: historia, audacia, coraje y aventura", en dos tomos, a través de su propia editorial, "El Aljibe". En esta obra, exploró los orígenes de diferentes establecimientos como "Estanzuela" en el Valle de Conlara (San Luis), "La Belita" en General Villegas, y las estancias que inspiraron al escritor Benito Lynch.
Su escritura combinaba datos rigurosos de investigación con una narrativa atrapante. Sus libros incluían documentos, fotos, mapas y dibujos de diversos artistas, como Enrique Rapela, Montero Lacasa, E.M. Real de Azúa y Raúl Roux, entre otros. Además de historia, también estudió disciplinas como arqueología, paleontología, etnología, botánica y zootecnia para mejorar su comprensión de los temas que investigaba.
Estuvo muy unido a su esposa, María Teresa Barberis, quien lo acompañaba en sus viajes y apoyaba sus proyectos y sueños. Su biblioteca personal, de unos 40.000 volúmenes, fue descrita como una herramienta seria y eficiente para la divulgación del conocimiento histórico y folklórico de la región de la pampa. Por sus contribuciones, fue aceptado como miembro de la Academia Argentina de la Historia en 2003.

## Premios y distinciones[2]
- Ciudadano Ilustre de La Plata en 2005[3]
- Premio “José María Rey”, de la Municipalidad de La Plata por su labor periodística (1970);
- Premio “Payador” del Gobierno Bonaerense (1979);
- “Gran Premio Consagración” de la SEP (1980);
- Premio “Cóndor” (1995) y “Cóndor de Fuego” (1999), de la Asociación Estampas y Memoria;
- Premio “Distinción Trayectoria” de la Asociación Argentina de Escritores Tradicionalistas (1999),
- “Huésped de Honor” de la Municipalidad de Magdalena (1999);

## Obras
- Viaje del vapor Río Salado del Sud de Buenos Aires a Chascomús, en 1857;
- Biografía del río Salado de la provincia de Buenos Aires (1967);
- Estancias bonaerenses. Historia y tradición;
- Pampas y estancias. Nuevas evocaciones de la vida pastoril bonaerense (1978);
- Estancias viejas: historia, audacia, coraje y aventura (1996);
- Los más remotos orígenes de Ranchos;
- Coronel Hilario Nicandro Lagos -1840/1895;
- Reducción jesuítica de Nuestra Señora de la Concepción de los Pampas -1740/1753;
- La Plata, crónicas de un siglo -1882/1982;
- Andanzas y aventuras de Guillermo Enrique Hudson;
- Amanecer del Pago de la Magdalena;
- Un accidentado viaje de vacaciones entre Mar del Plata y Tandil en 1880;
- Pulperías, esquinas y almacenes de la campaña bonaerense 1575/2001", dos tomos;
- Inundaciones y sequías en la pampa bonaerense 1575/2001";
- Ranchos y su comarca -Desde su prehistoria hasta 1851.

Además de su labor como escritor, colaboró en publicaciones como Rincón Gaucho y el periódico "El Día" de La Plata.